# 黒曜石

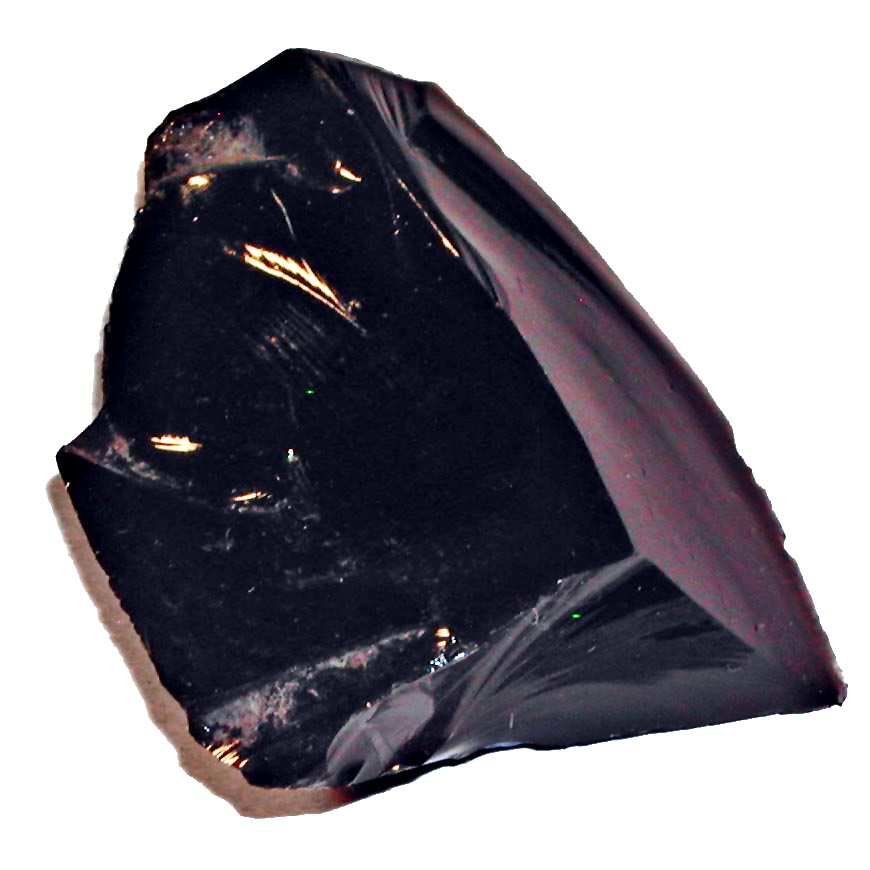
アメリカ合衆国オレゴン州レイク郡で採取された黒曜石

黒曜石（こくようせき、英: Obsidian、黒耀石）は、火山岩の一種、およびそれを加工した宝石。岩石名としては黒曜岩（こくようがん）という。英語名の「オブシディアン」は、エチオピアでオブシウス (Obsius) なる人物がこの石を発見した、という、大プリニウスの『博物誌』の記述による。

## 成分・種類
化学組成上は流紋岩（まれにデイサイト）で、石基はほぼガラス質で少量の斑晶を含むことがある。流紋岩質マグマが水中などの特殊な条件下で噴出し、急激に冷やされることで生じると考えられている。同じくガラス質で丸い割れ目の多数あるものはパーライト（真珠岩）という。二酸化珪素が約70%から80%で酸化アルミニウムが10%強、その他に酸化ナトリウム、酸化カリウム、酸化鉄、酸化カルシウム等を含む。外縁部と内側では構造が異なる。また、内部に結晶が認められるものもある。
黒曜石のモース硬度は5。比重は2.339 - 2.527。水を1 - 2%含む。

## 性質・特徴

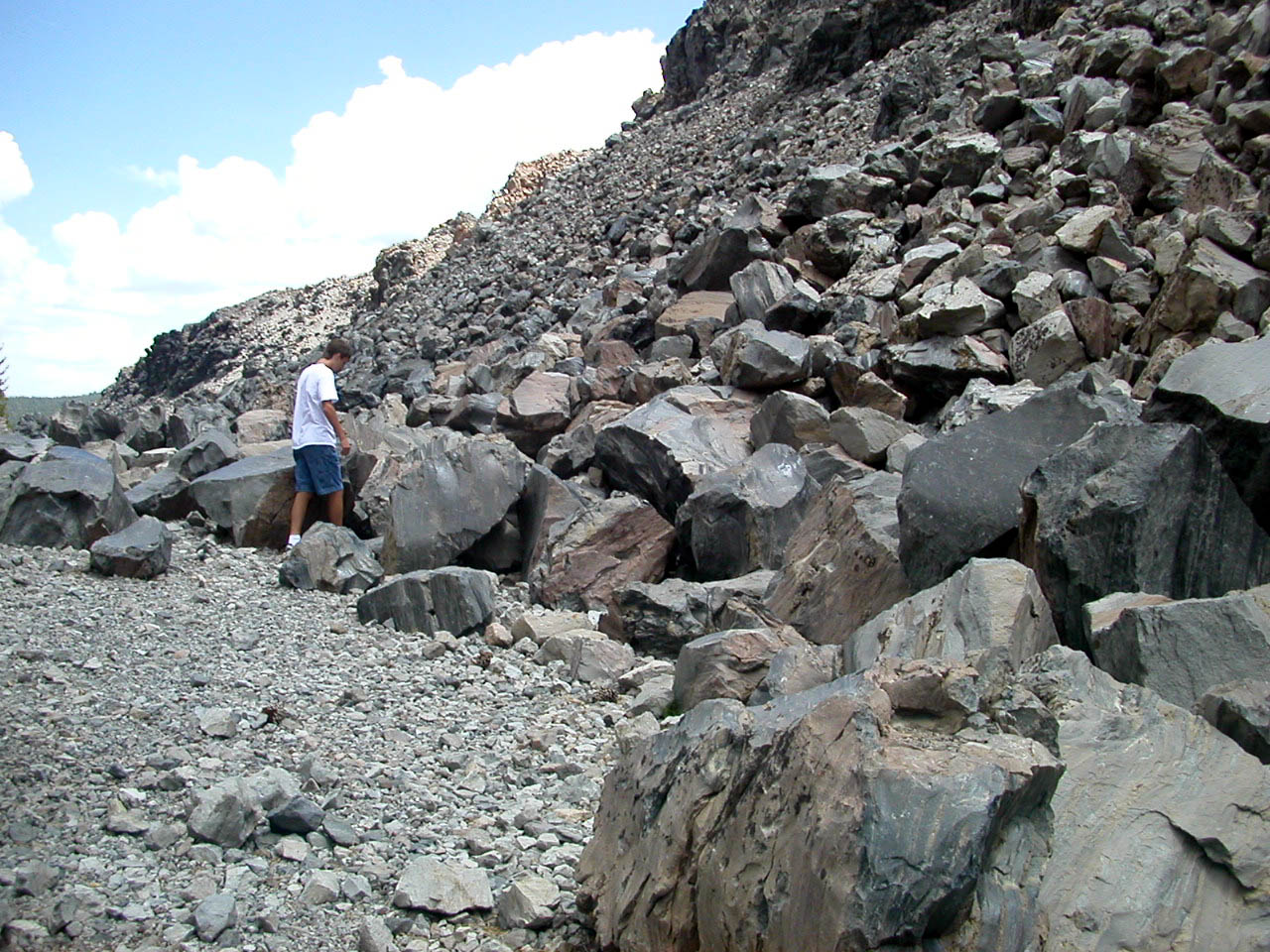
米国カリフォルニア州のObsidian Dome

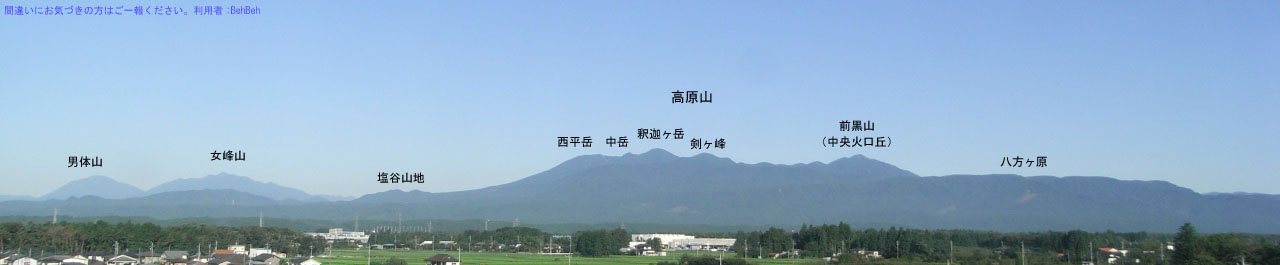
採掘坑遺跡がある高原山・剣ヶ峰（画像中央山頂）

外見は黒く（茶色、また半透明の場合もある）ガラスとよく似た性質を持ち、脆いという欠点はあるが、割ると非常に鋭い破断面（貝殻状断口）を示すことから先史時代より世界各地でナイフや鏃（やじり）、槍の穂先などの打製石器として古くから使用された。
日本の鏃等は後期旧石器時代から使われ、当時の黒曜石の産地は大きく3つに分かれており、その成分的な特徴から古代の交易ルートが推測できる。

## 採取
黒曜石の採取法には、露頭（ろとう）の岩体の破砕、露頭から剥落（はくらく）した転石の採取、地下の岩体や土層中のものの採掘などがある。 

### 世界の産出地
上述したように黒曜石は流紋岩が噴出した火山地帯に見られる。世界ではギリシャ、イタリア、スコットランド、アイスランド、トルコ（カッパドキア、東アナトリア地方）、アルメニア、ケニア、ペルー、チリ、アルゼンチン、メキシコ、米国、カナダ、ニュージーランドなどで産出している。米国ではカスケード山脈のニューベリー火山や、メディシン・レイク火山カリフォルニア州シエラネバダ山脈のイニョ火口、イエローストーン国立公園ほか数多く分布する。
北朝鮮と中国の国境にある白頭山でも産出があり交易されていたことが知られている。
メキシコのパチューカ山脈産の緑色の黒曜石は、アステカ文明において儀式用として珍重された。また、メソアメリカ社会で黒曜石が広く使われるようになったのは、紀元前6000年から2000年ごろにさかのぼり、一般的に使われる黒曜石は敵対地域を通過するなど複雑な流通があったとされる。

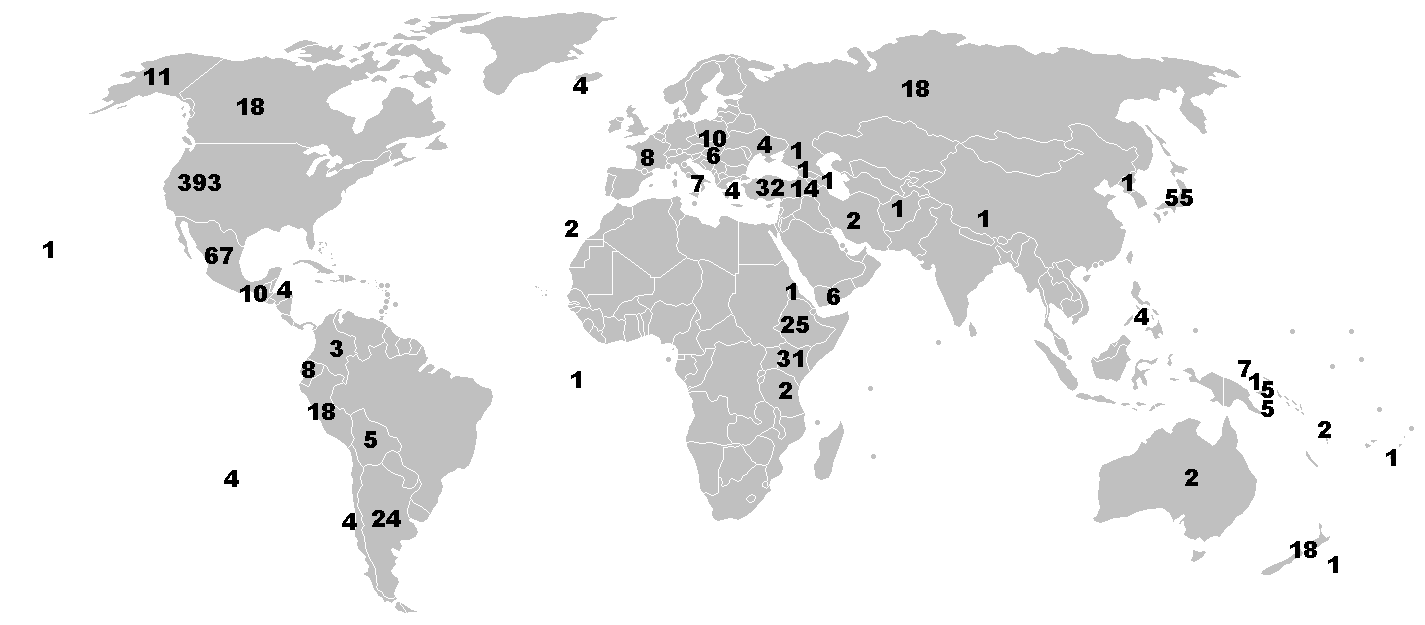
国別黒曜石原産地数（国際黒曜石学会サイトの原産地カタログによる）

### 日本の産出地

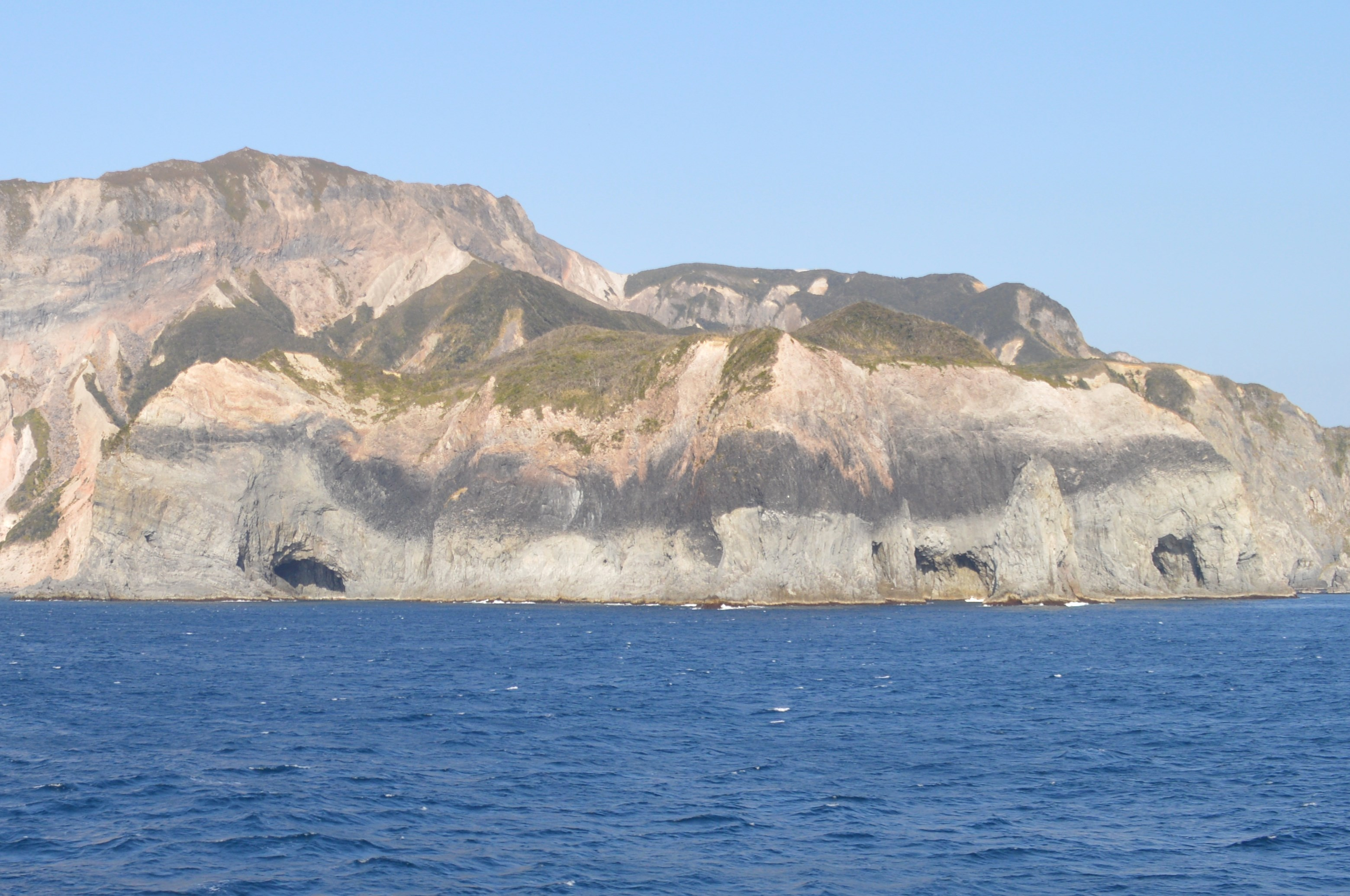
神津島砂糠崎の黒曜石層

火山活動が活発な日本であるが、流紋岩は酸性岩であり火山の多くが爆発的噴火をして火山灰やデイサイトとして拡散してしまう。そのため急冷されてガラス質になる条件が必要な黒曜石は特定の場所でしかとれない。後期旧石器時代や縄文時代の黒曜石の代表的産地としては北海道東部（遠軽町・旧白滝村、上士幌町、置戸町）、長野県霧ヶ峰周辺（和田峠、星糞峠黒曜石原産地遺跡、星ヶ塔黒曜石原産地遺跡、梨久保遺跡、駒形遺跡）、静岡県伊豆天城（筏場や柏峠）、熱海市上多賀、神奈川県箱根（鍛冶屋、箱塚や畑宿）などの山地、海水に接して急冷される機会があった島嶼では、東京都伊豆諸島の神津島・恩馳島、島根県の隠岐島、大分県の姫島、佐賀県伊万里市腰岳、長崎県松浦市の牟田、同県佐世保市の東浜と針尾、同県川棚町の大崎などが知られる。このうち、姫島の黒曜石産地は、国の天然記念物に指定されている。また、長野県諏訪市周辺で採取された黒曜石は基本的に品質が良く、半透明のものがよく発見される。
伊豆諸島神津島産出の黒曜石が、後期旧石器時代（紀元前2万年）の南関東の遺跡で発見されているほか、伊万里腰岳産の黒曜石に至っては、北松浦半島の縄文人が隆起線文土器・大型石斧（佐世保市相浦の門前遺跡製）とともに持ち込んだ物が朝鮮半島の東三洞貝塚で出土しており、隠岐の黒曜石はウラジオストクまで運ばれている。また北海道では十勝地方も産地として有名で、十勝石という呼び名がある。

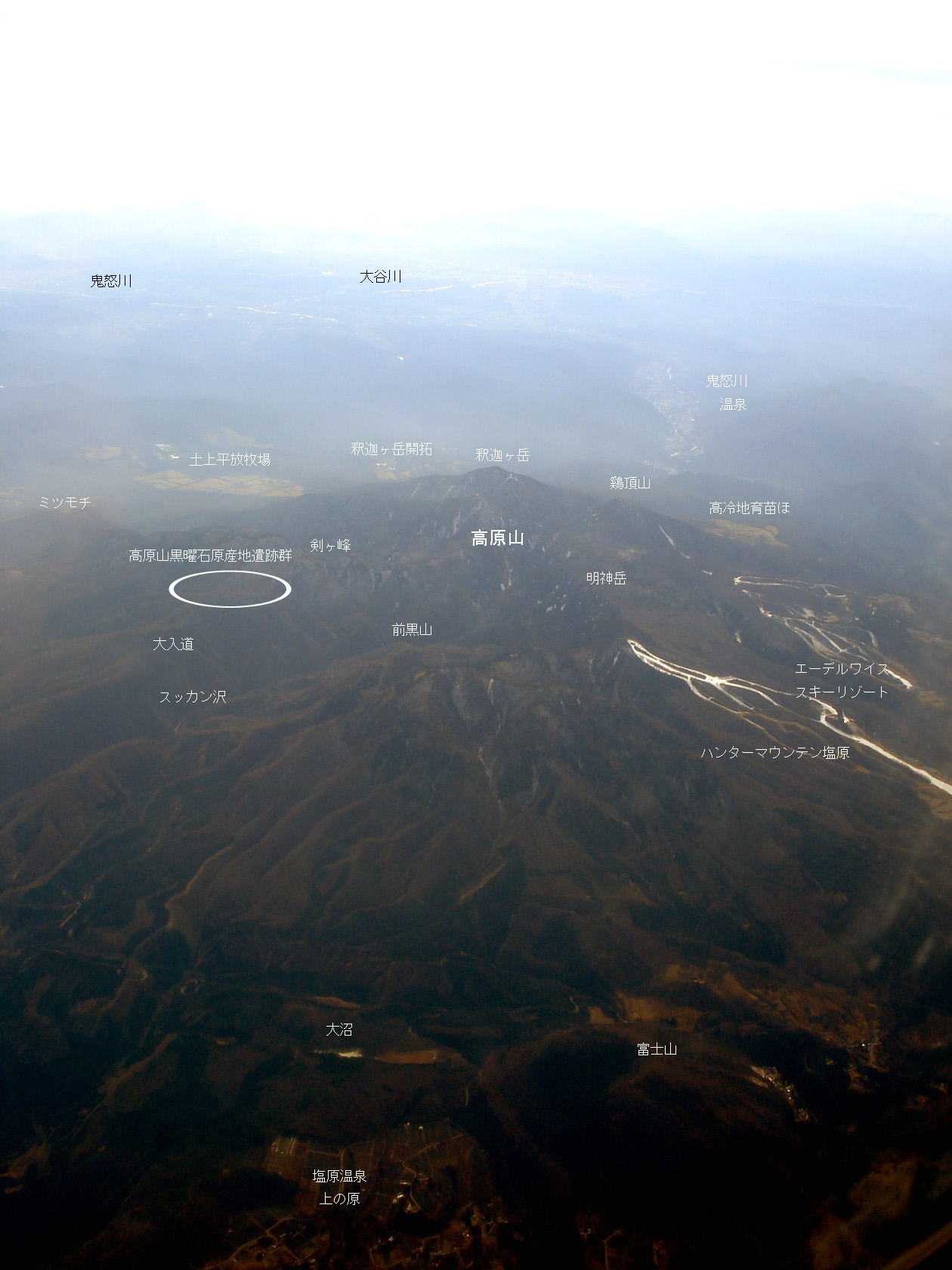
日本最古と推定される黒曜石採掘坑遺跡がある高原山。

栃木県北部にある活火山・高原山を構成する一峰である剣ヶ峰が原産の黒曜石を使用した石器が遠方の静岡県三島市や長野県信濃町の遺跡で発見され研究が進められている。産出時期は古いものでは石器の特徴より今から約3万5千年前の後期旧石器時代と考えられており、その採掘坑遺跡（高原山黒曜石原産地遺跡群）は日本最古のものと推定されている。当時の北関東の森林限界を400メートルも超える標高1500メートル近い高地で採掘されたことや、従来の石器時代の概念を覆すような活動・交易範囲の広さ、遺跡発掘により効率的な作業を行っていたこと等が分かってきている。またこの発見により日本人の起源、人類の進化をたどる手掛かりになるという研究者の発言も報道されている。

## 用途
上述の通り、石器時代において、その切れ味の良さから石器素材として広く使われた。刃物として使える鋭さを持つ黒曜石は、金属器を持たない民にとって重要な資源であった。現にヨーロッパ人の来訪まで鉄を持たずに文明を発展させた南アメリカは、15世紀頃まで黒曜石を使用していた。メキシコのアステカ文明などではマカナなどの武器を作り、人身御供で生贄の身体に使う祭祀用ナイフもつくっていた。一説にはアステカが強大な軍事力で周辺部族を征服し帝国を作れたのは、この黒曜石の鉱脈を豊富に掌握していたからだともいう。
現代でも実用に供されている。その切れ味の良さから、海外では眼球/心臓/神経等の手術でメスや剃刀として使われることがある。また、黒曜石を1000℃で加熱すると、含有された水分が発泡してパーライトとなる。白色粒状で軽石状で多孔質であることから、土壌改良剤などとして用いられる。
様々な色の混じった美しいものは、研磨されて装飾品や宝飾品として用いられている。

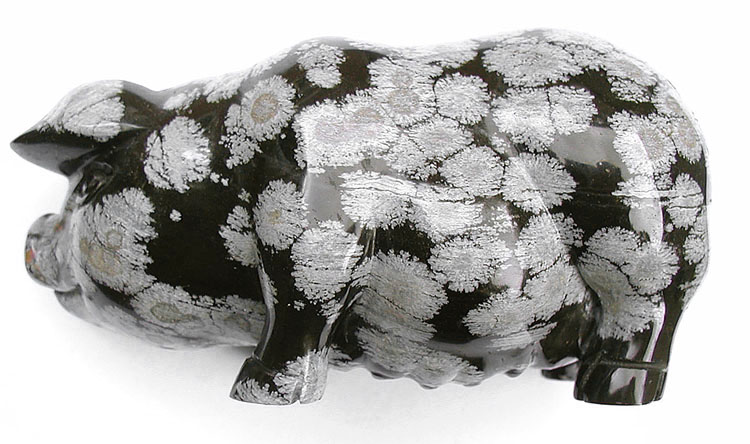
スノーフレークオブシディアン
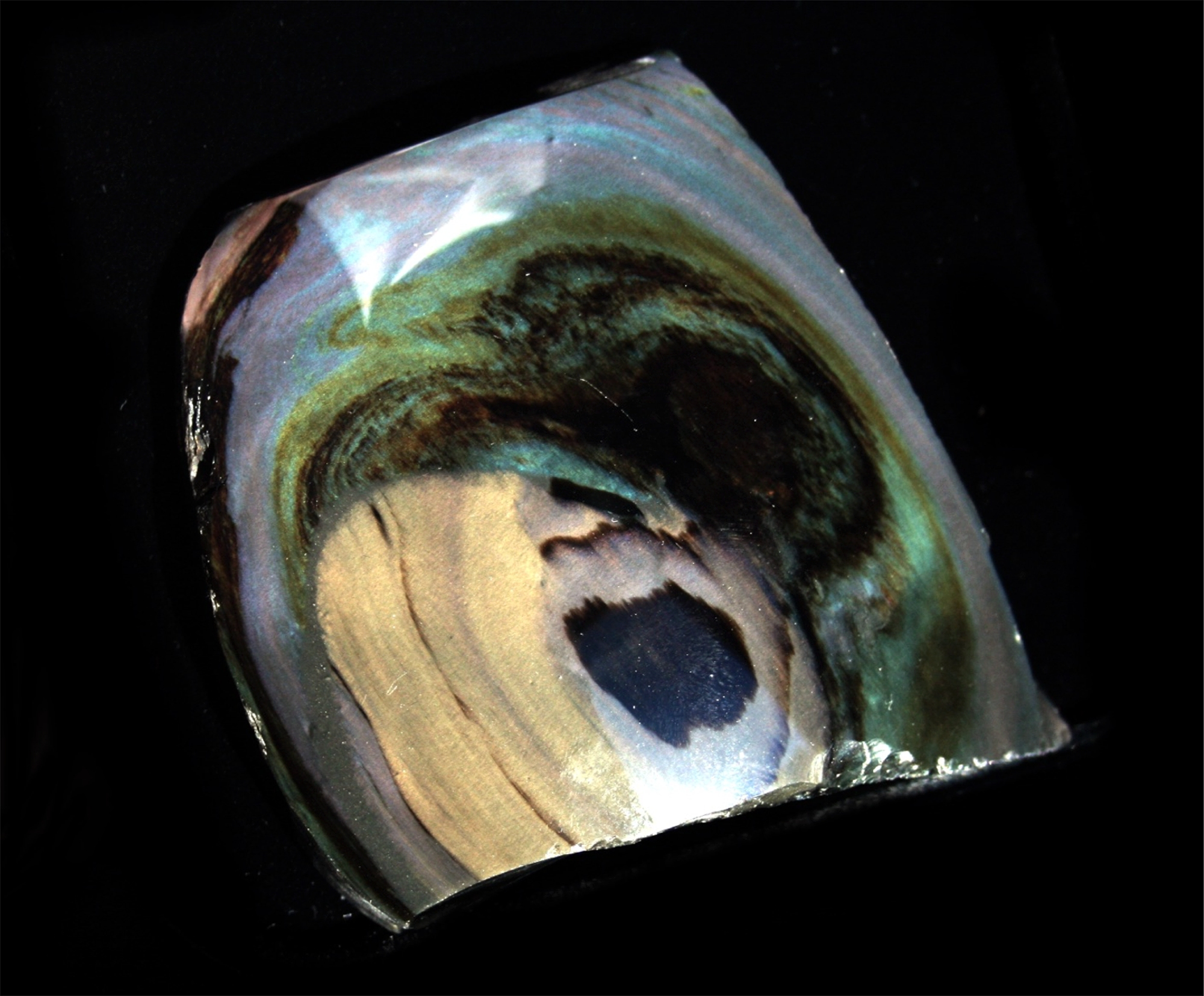
レインボーオブシディアン
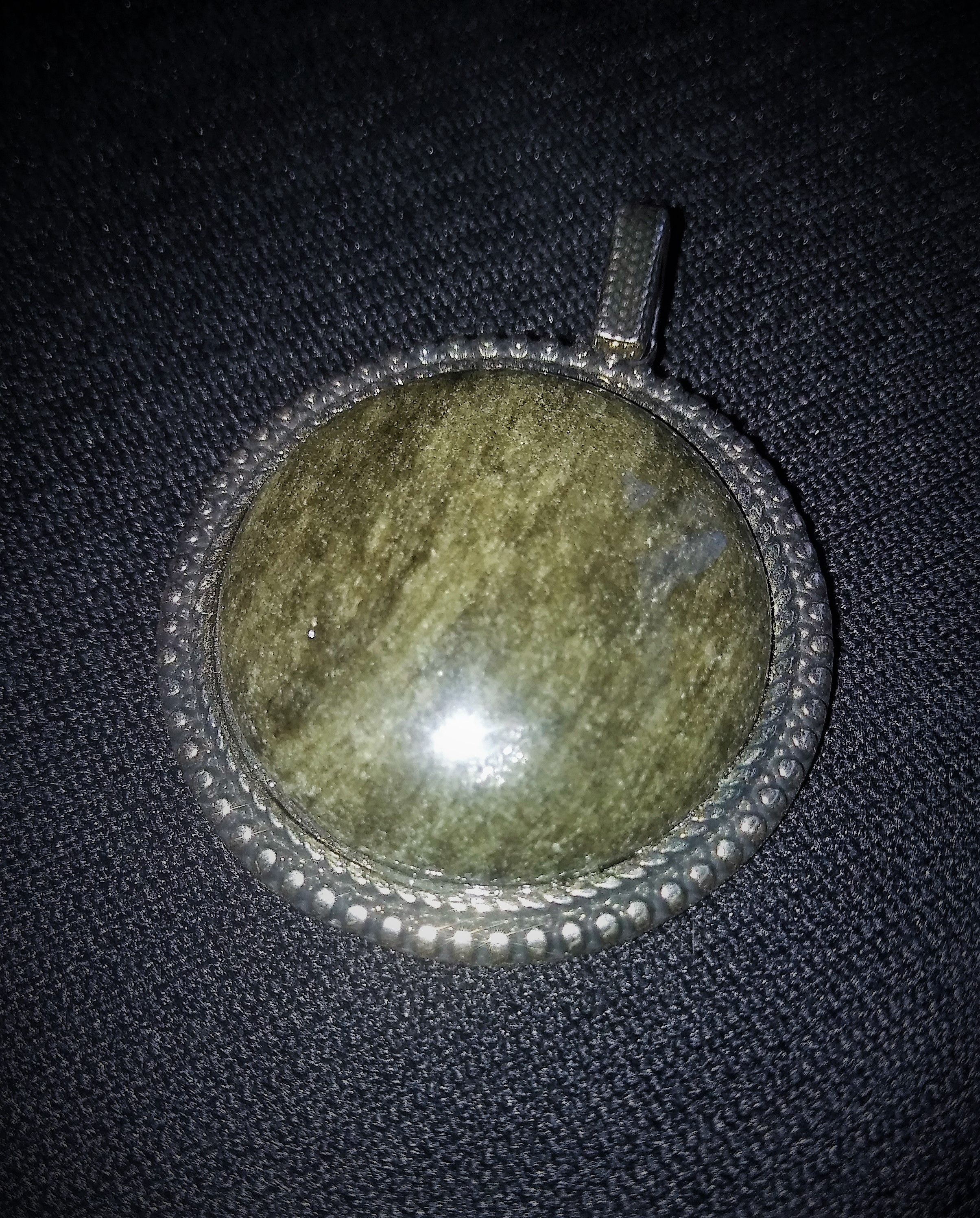
ゴールデンオブシディアン
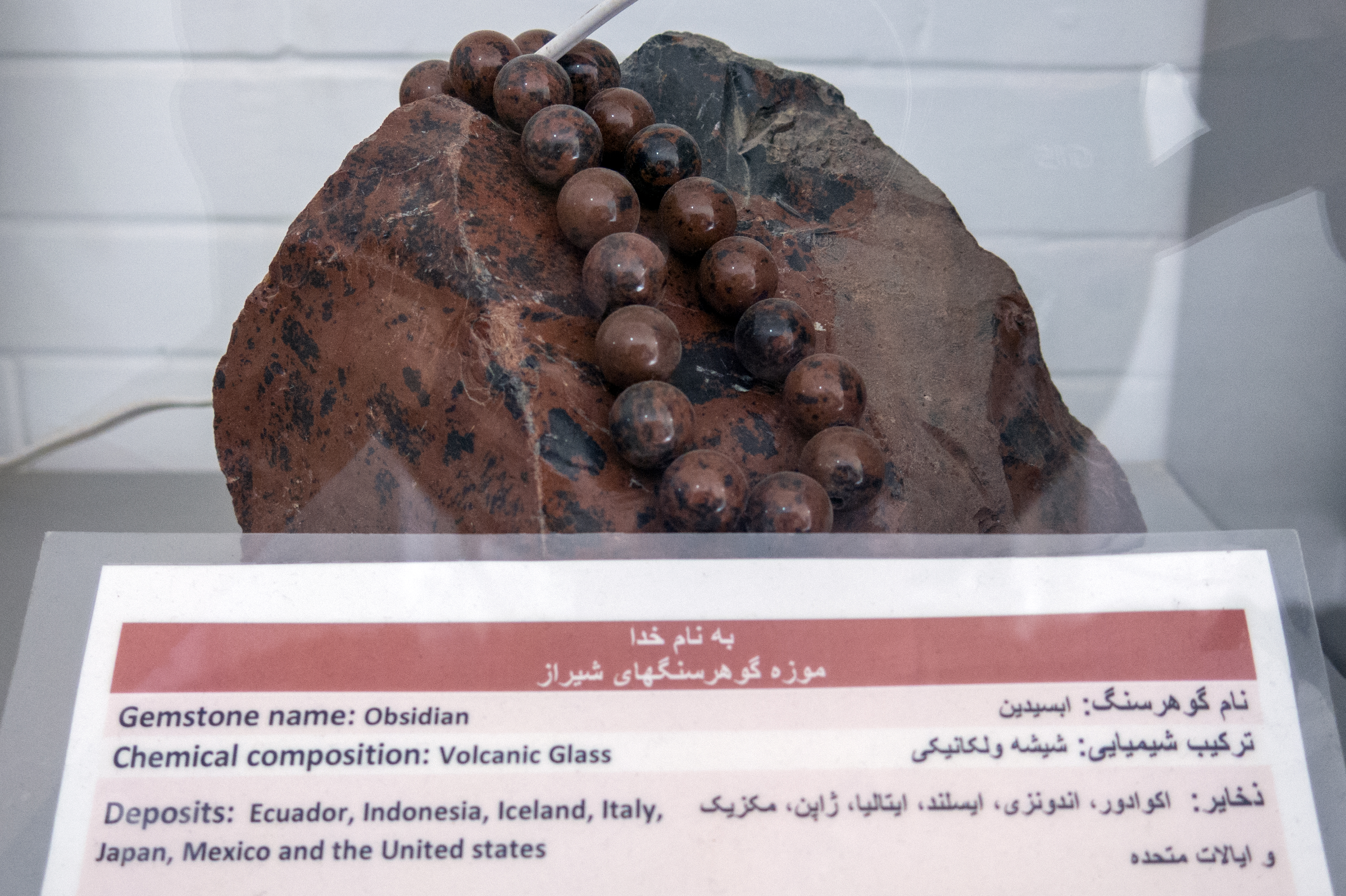
レッド オブシディアン

## 文化
黒曜石とも黒耀石とも表記される場合がある。「耀」の字が常用漢字外であるため、慣用的に黒曜石と表記したと言われることがあるが、常用漢字の制定以前から黒曜石の表記はあった。安永2年（1773年）に初めて黒曜石を取り上げた木内重暁の『雲根誌』では黒曜石としており、Obsidian の訳語として採用した和田維四郎も黒曜石としている。黒耀石という用字が現れるのはおそらく太平洋戦争後で、藤森栄一など考古学者の一部が好んで用いる。
サウジアラビアのメッカにあるカーバ神殿の黒石は元は１つの塊でその後割れたもので、丸みを帯びているのは長年の人の手による接触磨耗であるが、水に浮くという言い伝えや、ざらざらした外観からは黒曜石と認め難い。採取がしばしば報告される、ルブアルハリ砂漠に落下した隕石の種類と推定される。
2016年には、日本地質学会により、長野県の県の石（岩石）に選ばれている。

## 研究機関
- 明治大学黒耀石研究センター（長野県長和町大門）[16]